# Пьяццола-суль-Брента
Пья́ццола-суль-Бре́нта (итал. Piazzola sul Brenta) — коммуна в Италии, располагается в провинции Падуя области Венеция.
Население составляет 10 669 человек, плотность населения составляет 257,8 чел./км². Занимает площадь 41,38 км². Почтовый индекс — 35016. Телефонный код — 049.
В коммуне 8 сентября особо празднуется Рождество Пресвятой Богородицы (Madonna dei Oto). 

## Достопримечательности
- Вилла Контарини